# Movimiento Nacional-Socialista de Chile

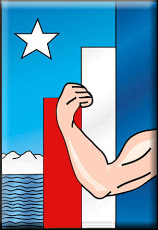
Logo

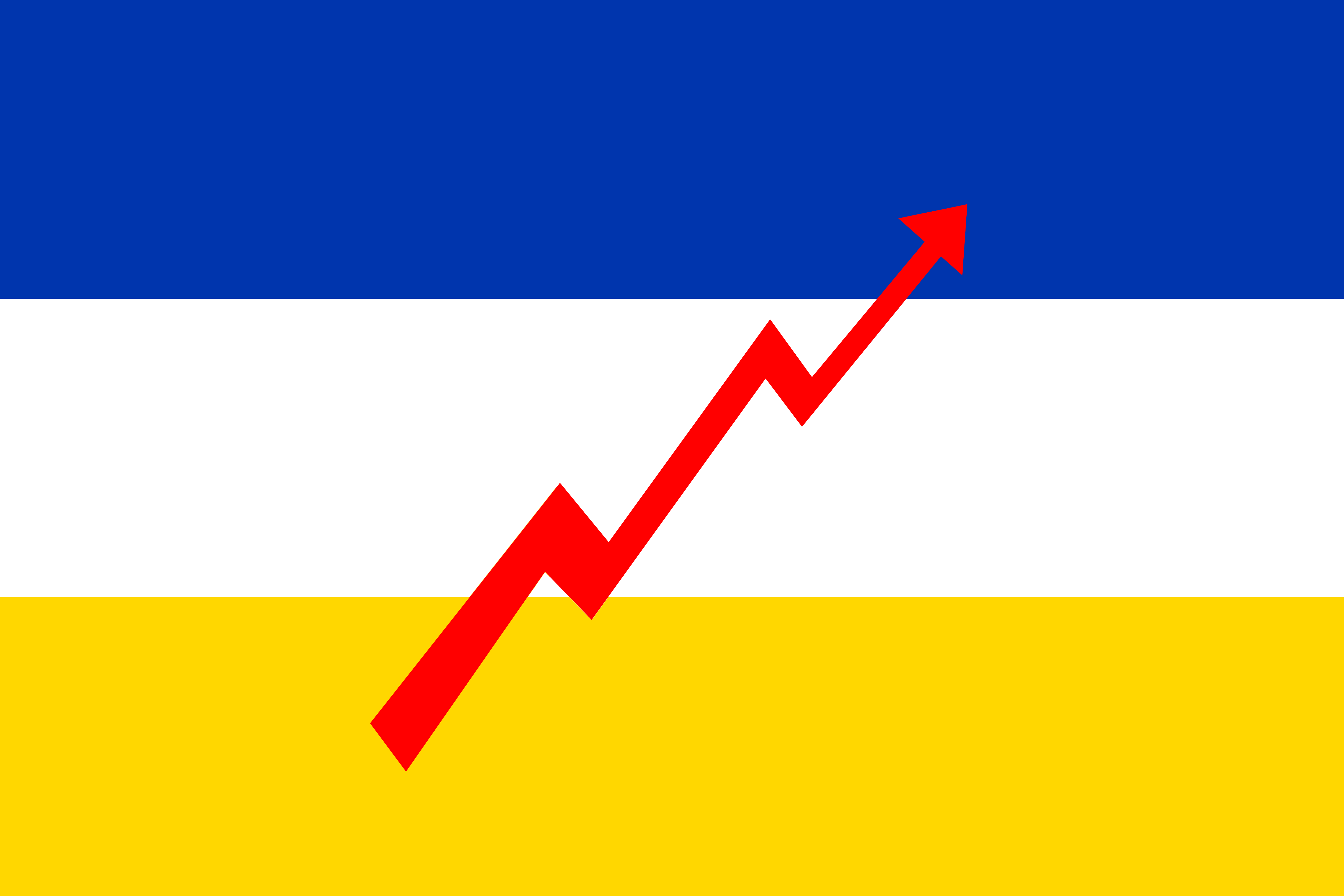
Flagge

Die Nationalsozialistische Bewegung Chiles (Movimiento Nacional-Socialista de Chile, MNS auch MNSCH), auch genannt Nacismo, war eine nationalsozialistische Partei in Chile in den 1930er Jahren. Obwohl die Partei gemessen an Mitgliederzahlen und Wahlergebnissen immer eine Kleinpartei blieb, war sie nicht unbedeutend, insbesondere wegen eines Putschversuches 1938. Wichtigste Persönlichkeit war der „Jefe“ Jorge González von Marées. Unabhängig vom MNS erlangten auch die Auslandsorganisation der NSDAP unter den deutschen Einwanderern großen Einfluss.

## Internationaler Kontext

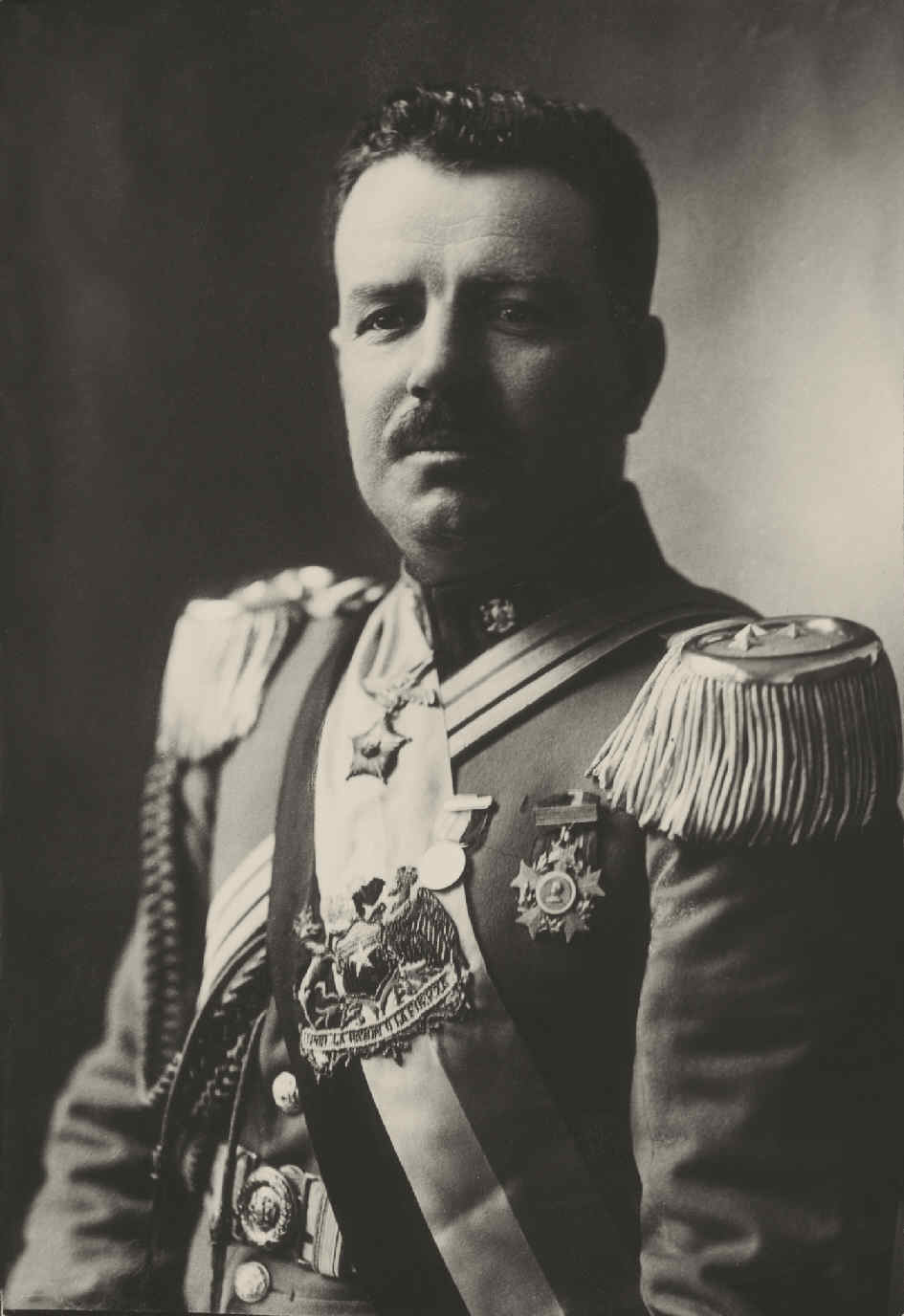
Carlos Ibañez del Campo, chilenischer Präsident von 1927 bis 1931

Mussolinis Faschismus ab 1922 und Hitlers Nationalsozialismus elf Jahre später fanden nicht nur auf dem europäischen Kontinent zahlreiche Nachahmer – auch in Lateinamerika, unter anderem in Mexiko, Brasilien und Chile, entstanden in den 1930er Jahren nach ähnlichem Muster organisierte Bewegungen. Ihr Zulauf war meist nur mäßig, doch gelang es ihnen, das eingefahrene Parteien- und Parlamentssystem dieser Länder empfindlich zu stören. In Organisation und Härte des politischen Kampfes standen sie ihren europäischen Vorbildern kaum nach und gleich deren Aktionismus gipfelte der ihre in politischem Mord und gewaltsamen Staatsstreichversuchen.

## Innenpolitischer Kontext
Nachdem die Militärs schon 1924 bis 1927 faktisch die Politik Chiles kontrollierten, ließ sich General Carlos Ibañez del Campo 1927 als einziger Kandidat zum Präsidenten wählen. Sein äußerst repressives Regime unterdrückte fast alle politischen Freiheiten und war explizit gegen die politischen Parteien gerichtet. Mit den gravierenden Folgen der Weltwirtschaftskrise endete Ibañez’ Diktatur in einem Volksaufstand. Noch einmal unternahmen Offiziere einen Anlauf, die Macht zu ergreifen – allerdings unter drastisch anderen Vorzeichen: Im Juni 1932 putschte die Luftwaffe mit Marmaduque Grove an der Spitze und rief eine Sozialistische Republik Chile aus. Insgesamt waren die Jahre 1931 und 1932 von politischem Chaos, instabilen Regierungen und zahlreichen Putschen gekennzeichnet.

## Gründung des MNS

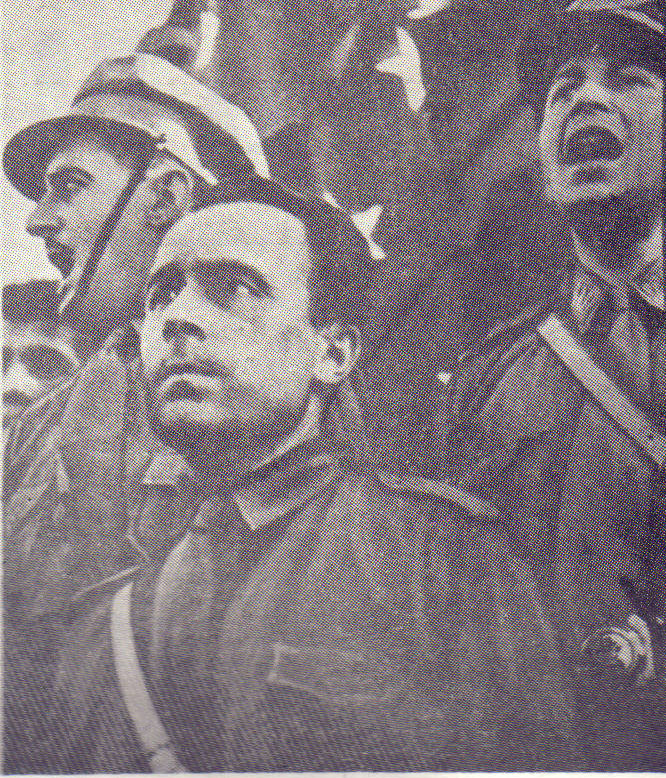
Jorge González von Marées, „Jefe“ des Movimiento Nacional-Socialista de Chile

In dieser Zeit der politischen Wirren wurde am 5. April 1932 der MNS gegründet. Der Mann, der entscheidend dazu beitrug, war ein Mitglied der Junta Militar von 1924 gewesen, der in Deutschland ausgebildete General Francisco Javier Díaz, der auch jahrelang Militärredakteur in Chiles wichtigster Tageszeitung El Mercurio war. Über die Gründung wurde im Völkischen Beobachter berichtet. Seine Begegnung mit diesem Militär beschrieb Carlos Keller Rueff, die Nummer zwei des chilenischen Nacismo, wie folgt:
Díaz zeigte ihnen eine Kopie von Adolf Hitlers NSDAP-Programm, das er – mit kleinen Änderungen – von einer nationalsozialistischen Partei in Chile übernommen sehen wollte.
Rueff, der Chefideologe, und der „Führer“ (El Jefe) Jorge González von Marées dominierten von Anfang an die Partei.

## Ideologische Wurzeln
Wenn dem deutschen Nationalsozialismus bei der Entstehung der chilenischen Bewegung eher Vorbildfunktion zukam als dem italienischen Faschismus, so resultiert das aus der allen Gründern gemeinsamen Sympathie für Deutschland. Keller und Díaz kannten es aus eigener Anschauung, González hatte, ebenso wie Keller, eine deutsche Erziehung genossen. Diese allgemein deutschfreundliche Einstellung fand ihren Niederschlag in Acción Chilena, einer Zeitschrift, deren erste Ausgabe im Januar 1934 in Santiago de Chile erschien und die noch vor der Tageszeitung Trabajo (ab 1936) die ideologischen Positionen des MNS repräsentierte. In diesem Anfangsjahr kommen noch des Öfteren deutsche Autoren zu Wort, darunter Otto Dietrich, ab 1938 Reichspressechef und Staatssekretär im Reichsministerium für Volksaufklärung und Propaganda, mit einem Artikel zur 'Philosophie' des Nationalsozialismus, und Walter Buch, Vorsitzender des Obersten Parteigerichts der NSDAP, mit einer pathetischen Lobpreisung Hitlers.

## Politischer Einfluss bis 1938
War der MNS im ersten Jahr seines Bestehens eine kaum beachtete Politsekte, gelang es ihm in der Folgezeit, beständig neue Anhänger zu rekrutieren. Dennoch blieb ihre Mitgliederzahl mit maximal 20.000 gering und ihre Wahlerfolge vernachlässigbar. So erlangte die Partei 1937 bei den Parlamentswahlen gerade 2 % der Stimmen.
1936 berichtete die deutsche diplomatische Vertretung in Santiago an das Auswärtige Amt:

„Bewusst nicht als Partei, sondern als Bewegung aufgezogen (Movimiento Nacional Socialista de Chile, gewöhnlich kurz ‚nacismo‘ genannt), entspricht die Organisation in großen Zügen derjenigen der NSDAP. […] Wenn auch die Bewegung ihre absolute Unabhängigkeit sowohl vom deutschen Nationalsozialismus wie vom italienischen Fascismus betont, so haben beide doch das Werden der Bewegung stark beeinflußt. […] Die vorher wenig beachtete Bewegung ist im letzten Jahre [1935] stärker hervorgetreten. Im September richtete sie ein Arbeitslager ein, wie es heißt das erste in Lateinamerika, mit gutem Erfolg. Am 12. und 13. Oktober wurde der zweite Parteikongreß in Concepción abgehalten, mit einer Beteiligung von angeblich 3.000 Mann Sturmtruppen und 6.000 Anhängern, eine bei den […] geringen finanziellen Mitteln der Partei immerhin beachtliche Zahl. […] Ein Führer der Bewegung sagte mir kürzlich, in Santiago fände ein regelmäßiger Zuzug von 4–500 Mitgliedern im Monat statt.“

## Der Putschversuch

### Wahlkampf
Beeinflusst von der Weltwirtschaftskrise und der politischen Entwicklung in Europa erlebte das Parteiensystem Chiles in den 1930er Jahren gravierende Veränderungen. Die Radikale Partei gründete mit den Sozialisten und Kommunisten eine Volksfront, nicht zuletzt um dem Faschismus in Form der MNS zu begegnen. Außerdem wurde allgemein eine Kandidatur des in Argentinien ins Exil geflohenen und 1937 zurückgekehrten Diktators Ibañez erwartet, der in der Bevölkerung und im Militär immer noch viele Unterstützer hatte.
Für die Präsidentschaftswahl am 25. Oktober 1938 kandidierten Pedro Aguirre Cerda für die Volksfront, der rechtsliberale Finanzminister Gustavo Ross für Konservative und Liberale und Carlos Ibáñez für die Kleinparteien Alianza Popular Libertadora und den MNS.
Ein Vorfall im Kongress, in dessen Verlauf Abgeordnete der Volksfront und des MNS gleichermaßen zu ‚Opfern‘ der Regierungsgewalt wurden, ließ Nacistas und Linke einander näher rücken. Anlässlich der feierlichen Kongresseröffnung am 21. Mai 1938 hielt Präsident Alessandri vor Abgeordneten und versammeltem diplomatischem Korps die übliche Begrüßungsansprache, als Volksfrontpräsident González Videla, allen Gepflogenheiten zum Trotz, Redezeit verlangte, um mit der Politik Alessandris abzurechnen. Da man ihm nicht das Wort erteilte, verließen die Volksfrontparteien unter lautstarkem Protest den Sitzungssaal. Bei ihrem Auszug kam es zu einigen Handgreiflichkeiten mit politischen Gegnern; daran beteiligt war auch González von Marées, der schließlich eine Pistole zog und schoss. Die Ordnungskräfte verhafteten nach zumeist wahllosen Prügeleien mehrere Abgeordnete, neben dem Führer des MNS vor allem Politiker der Volksfront.
Wenige Tage nach der turbulenten Kongresseröffnung gab der MNS eine Erklärung „anlässlich des Abschlusses eines Abkommens über das gemeinsame parlamentarische Vorgehen aller Oppositionsparteien“ ab. In ihr beteuerte er „feierlich, dass er mit dem internationalen Faschismus weder zusammenarbeite noch zusammengearbeitet habe“, dass seine Zielsetzung „demokratisch, antikapitalistisch und antiimperialistisch“ sei und er zur „Einigung der politischen Linksparteien“ beitragen wolle. Diese Erklärung sandte die Deutsche Botschaft in Übersetzung nach Berlin und vermerkte dazu abschließend:

„Für uns ist durch die Erklärung vom 26. Mai ds. Js. restlos klar geworden, was längst schon vermutet wurde, dass das nationalsozialistische Deutschland sich auf den chilenischen Nazismus ebenso wenig verlassen kann wie auf die Parteien der Volksfront. Die Ausführungen der Erklärung über die Befreiung von jeder ausländischen Bevormundung und ihr Abrücken vom deutschen und italienischen Faszismus lassen keinerlei Zweifel mehr zu.“

### Putschversuch am 5. September
Am Mittag des 5. September 1938 besetzte eine Gruppe von fünfzig jungen Männern und Jugendlichen das Gebäude der Sozialversicherung (Seguro Obrero) am heutigen „Plaza de la Constitución“. Vom Dach des Hochhauses nahmen sie den in unmittelbarer Nähe gelegenen Präsidentenpalast, die Moneda, unter Feuer. Ein dort postierter Carabinero wurde von ihnen erschossen. Zur gleichen Zeit drangen siebzig Bewaffnete in das nahe gelegene Hauptgebäude der Universidad de Chile ein und errichteten Barrikaden. Nach verwirrendem Hin und Her bestand schließlich Gewissheit: González’ Nacistas putschten. Armee- und Carabineroeinheiten der Streitkräfte Chiles wurden alarmiert und zur Verteidigung der Moneda befohlen. Das Regiment Tacna stürmte die Universität, wo die Nacistas nach kurzem Kampf – sechs ihrer Leute wurden getötet – die Waffen streckten. Als das Regiment Buin nahe der Moneda aufmarschierte, stellten die Nacistas das Feuer ein und empfingen die Soldaten mit Jubel, in der falschen Annahme, diese Truppe würden den Putsch unterstützen. Das Regiment ging jedoch gemeinsam mit den Carabineros in Stellung und beschoss das besetzte Gebäude. Jeder Versuch, die Sozialversicherung zu stürmen, scheiterte an der heftigen Gegenwehr der Nacistas. Auf Befehl Präsident Alessandris und des Carabinero-Generals Arriagada schaffte man die in der Universität festgenommenen Putschisten zum umkämpften Gebäude, damit sie ihre Kameraden zur Aufgabe überredeten. Dieser Versuch war schließlich erfolgreich, nachdem die Nacistas die Ausweglosigkeit ihrer Lage erkannt hatten und auch keinerlei Hilfe der Armee erhoffen durften. Am Nachmittag war der bewaffnete Aufstand endgültig niedergeschlagen.
Nachdem sich die Putschisten ergeben hatten, stürmte das Militär das Gebäude und erschoss alle, die noch am Leben waren. Fast 60 Menschen wurden so ohne Verfahren hingerichtet. Ein einziger überlebte, vermutlich weil ihn die Soldaten für tot hielten. Dieses Ereignis ist in Chile als „Masacre del Seguro Obrero“ bekannt.
Die Hintergründe dieses so abenteuerlichen wie dilettantischen Putschversuches González’ und seiner Nacistas sind niemals lückenlos aufgedeckt worden, ebenso wenig die Frage, wer den Befehl zur Liquidierung der gefangenen Putschisten gab.
Der Aktionsplan für den Tag des Putsches sah vor, dass Nacistas und Einheiten der Armee getrennt vorgingen. Die Nacistas sollten mit ihrem Angriff auf die Sozialversicherung und die Universität Verwirrung stiften, während General Ibáñez mit ihm ergebenen Truppenteilen auf die Hauptstadt marschierte und die Regierung entmachtete. Bei aller Verehrung, die Ibáñez immer noch bei seinen Offizierskameraden genoss, lehnten sie aber wohl doch einen Putsch zusammen mit dem MNS ab. So sprang Ibáñez im letzten Moment ab und brachte sich am 5. September in der Infanterieschule von San Bernardo in Sicherheit, wo er am selben Tage arretiert wurde. Wenige Tage nach dem fehlgeschlagenen Putsch stellte sich González von Marées der Polizei; viele führende Nacistas, darunter Carlos Keller, waren bereits zuvor verhaftet worden.

### Folgen für die Wahl
Der 5. September sollte erheblichen Einfluss auf den Ausgang der Präsidentschaftswahlen am 25. Oktober haben. Die Öffentlichkeit reagierte mit Empörung und Wut auf das blutige Vorgehen der Sicherheitskräfte in der Sozialversicherung, für das sie maßgebliche Regierungspolitiker, gar den Staatspräsidenten selbst, direkt verantwortlich machte.
Nachdem der radikale Präsidentschaftskandidat der Frente Popular Pedro Aguirre Cerda die beiden festgenommenen Parteiführer Gonzales und Ibañez im Gefängnis besuchte, erklärten diese ihre Unterstützung für die Volksfront. Da er die Wahl mit gerade einmal 4000 Stimmen gewann, ist es gut möglich, dass dies ihm die Präsidentschaft gesichert hat. Die MNS hat damit vielleicht der per definitionem antifaschistischen Volksfront zum Wahlsieg verholfen.
Leicht gemacht wurde ihnen diese Entscheidung durch die Zusage Aguirres, im Falle seines Wahlsieges alle in den Umsturzversuch verwickelten Personen zu amnestieren.

### Ende der MNS
Anfang 1939 nahm der MNS Abschied von seiner Vergangenheit. Die Vanguardia Popular Socialista, wie die Bewegung sich jetzt nannte, wollte mit dem internationalen Faschismus nichts mehr zu tun haben. Ihr alter und neuer Führer González bekannte öffentlich, dass es „falsch gewesen wäre, die frühere chilenische nationalsozialistische Bewegung dem italienischen und deutschen Vorbild nachzugestalten“. Fortan, so González, sei die Doktrin der Partei „antifaschistisch, antiimperialistisch und klassenkämpferisch“.

## Die Rolle der NSDAP

### Die NSDAP in Chile
Chile hatte 1938 etwa 4,5 Millionen Einwohner, davon etwa 40.000 deutscher Abstammung. Der größte Teil von ihnen lebte im Süden des Landes fast unter sich und hatte sich deutsche Sprache und Gebräuche weitgehend bewahrt. Nach dem Ersten Weltkrieg standen die Deutschstämmigen in ihrer Mehrheit der Weimarer Republik gleichgültig bis feindselig gegenüber.
In diesem Kontext konnte die NSDAP/AO in Chile schnell lokale Organisationen aufbauen. 1931 gegründet, bestanden 1933 vier Ortsgruppen und neun Stützpunkte. 1938 waren es dann elf Ortsgruppen und sechs Stützpunkte mit insgesamt 1005 Parteigenossen. Trotz der geringen Mitgliederzahl gelang es der NSDAP, innerhalb der deutschstämmigen Gemeinde Vereine, Verbände und selbst die Kirchen bis Ende 1933 weitgehend gleichzuschalten.
Von Anfang an hatte das Auftreten der Landesgruppe in der chilenischen Öffentlichkeit Kritik ausgelöst, insbesondere Äußerungen zur Überlegenheit der arischen Rasse und ihr unverhüllter Antisemitismus. Aufsehen erregte im März 1933 der Propagandaleiter der NSDAP-Ortsgruppe Santiago, als er in einer durch Rundfunk übertragenen Rede sagte: „Jeder Deutsche begeht ein Verbrechen gegen sein Vaterland, wenn er sich mit einer Chilenin verheiratet und so sein Blut mit einer inferioren Rasse mischt.“ Im September 1937 wurde in Valdivia der „Deutsche Jugendbund“ von der Regierung verboten.

### Zusammenarbeit von NSDAP und MNS
Die Namensgebung wie auch die weiten Teils ‚deutsche‘ Biographie seiner Gründer verführen zu dem Schluss, dass zwischen deutscher und chilenischer Bewegung über das bloß Ideelle hinausgehende praktisch-politische Beziehungen bestanden, zumal in Chile eine der ältesten und rührigsten Landesgruppen der NSDAP auf dem lateinamerikanischen Kontinent überhaupt existierte.
Als in der chilenischen Presse 1937 wieder einmal Gerüchte über kriegerische Absichten Deutschlands in Südamerika kursierten, ging González erstmals – wohl wissend um die Assoziationen, die der Name seiner Bewegung unweigerlich weckte – auf Distanz zum deutschen Nationalsozialismus.

„Die Ausbrüche des chilenischen Nationalismus gegen Deutschland, die Angriffe auf die deutsche Regierung, auf die nationalsozialistische Partei und auf die deutsche Politik [sind] in erster Linie ein Versuch, diesem Kampfe jene weltanschauliche Note zu verleihen, die ihm die chilenischen Politiker aus ihrem eigenen dürftigen Ideenschatz heraus nicht zu geben vermögen. […] Die Haltung des chilenischen Nationalsozialismus ist zur Zeit rein agitatorisch, in einem Maße, das bei dem Führer der Bewegung einen erheblichen Mangel an Format und Charakter vermuten lässt. Die Bewegung macht bei jeder Gelegenheit alle möglichen Zugeständnisse an die Linke und verbeugt sich, wo immer sich eine Gelegenheit bietet, vor marxistischen Gedankengängen aus dem Bestreben heraus, einen Teil der linken Wählerschaft an sich zu ziehen. Infolgedessen vermeidet es der chilenische Nationalsozialismus auch ängstlich, sich in irgendeiner Form mit dem deutschen Nationalsozialismus – wenn auch nur ideell – zu identifizieren.“

Im März 1938, sieben Monate vor der Präsidentschaftswahl, griff González dann NSDAP und Deutschstämmige frontal an. Öffentlich wandte er sich gegen das „Eindringen des hitleristischen Gedankens in die deutschen Kolonien Südamerikas“ und kritisierte Rassedünkel und die Tendenz der Abschließung der Deutschen gegenüber ihren chilenischen Mitbürgern:

„[…] es mußte erst der Hitlerismus in Deutschland eingeführt werden, damit die deutschen Kolonisten in fremden Ländern oder sogar die Nachkommen dieser primitiven Einwanderer […] sich plötzlich von ihren Bindungen zur Heimat lösten und sich allen Pflichten entbunden fühlten. […] Der größte Teil der deutschen Kolonien in Chile trägt offen eine Verachtung des chilenischen Lebens zur Schau, und dieser Zustand hat sich seit 5 Jahren bedeutend verschärft durch die hitleristische Propaganda und die Ausbreitung der hitleristischen Organisation nach unseren Ländern.“